# Mia Tyler
Pour les articles homonymes, voir Tyler.
Mia Tyler est un mannequin et une actrice américaine née le 22 décembre 1978 au New Hampshire.
Elle est la fille de Steven Tyler du groupe de rock Aerosmith et de Cyrinda Foxe, et la demi-sœur de l'actrice Liv Tyler.

## Biographie

### Enfance
C'est à l'âge de huit ans lors d'un concert d'Aerosmith qu'elle découvre que sa demi-sœur n'est autre que Liv Rundgren (Liv pensait que son vrai père était Todd Rundgren) aujourd'hui Liv Tyler.
En 1987, la mère de Mia et Steven divorcent. En 1990, elle déménage à New York avec sa mère. Quelques années plus tard, elle prend des cours de comédie, ce qui la conduit à des apparitions dans House of Style sur MTV et au pilote de Michael Hayes sur CBS.

### Carrière de mannequin
Peu après, Mia devient l'un des plus célèbres mannequins grande taille pour des marques telles que MxM.
Mia Tyler va prochainement[Quand ?] sortir sa propre ligne de vêtements et de cosmétiques.

### Carrière d'actrice
Elle a aussi joué ou est apparue dans quelques films O'Brother, Where Are Thou ou A Little Bit of Lipstick de JT Foster où elle est l'actrice principale mais aussi People Are Dead.

### Vie privée
Elle fut mariée à Dave Buckner du groupe Papa Roach, ils se sont séparés en 2005.
Depuis elle sort avec Ali Abrishami du groupe Fight the Sky.
En couple avec Dan Halen, elle donne naissance à leur premier enfant, un garçon prénommé Axton né le 10 mai 2017.